# リチャード・コズウェイ
リチャード・コズウェイ（Richard Cosway RA、1742年11月5日 – 1821年7月4日）は18世紀後半のイギリスを代表する肖像画家である。1995年製作のアメリカ・フランス合作映画、「ジェファソン・イン・パリ/若き大統領の恋」のストーリーのモデルとなった、合衆国大統領になる前のトーマス・ジェファソンがヨーロッパで親しく付き合ったイタリア生まれの画家、音楽家、女性教育者のマリア・コズウェイの夫である。

## 略歴
デヴォン州のTivertonで、学校の校長の息子に生まれた。父親が校長を務めていたTivertonの学校で学び始めた後、12歳の時にロンドンに出て絵の勉強をすることが許された。ロンドンでは肖像画家のトマス・ハドソン(1701-1779)に学び、ウィリアム・シプリーの創立した絵画学校で学び、1754年には美術協会の賞を取り、1760年までには画家として収入が得られるようになった。
1768年に勅許を得て設立されたロイヤル・アカデミー・オブ・アーツの準会員として1770年8月に選ばれた最初の画家たちの一人であり、1771年には会長のジョシュア・レノルズに認められて正会員に選ばれた。
1780年には当時皇太子（プリンス・オブ・ウェールズ）であったジョージ4世の肖像画を描き、1785年に皇太子の宮廷画家に任じられた 。皇太子の最初の妻であるマリア・フィッツハーバートや、イギリスの貴族や、ルイ15世の公妾であるデュ・バリー夫人らのフランスの貴族の肖像画を描いた。
38歳であった1781年1月に、イギリス人の父親とイタリア人の母親の娘で、フィレンツェで育った、マリア・ハドフィールド(Maria Hadfield: 1760-1838)と結婚した。マリアの母親が1879年に父親を亡くしたマリアに安定した生活をさせるために20歳年上の、裕福な画家と結婚させたともされる。マリアはフィレンツェで美術と音楽を学んだ女性で1781年から1801年の間、ロイヤル・アカデミー・オブ・アーツの展覧会に作品を出展した。1786年8月、パリを訪れたマリアは1785年から1789年まで駐フランス公使を務めていたトーマス・ジェファーソン(1743-1826)と知り合い、親しい間柄になったとされ、1995年に作られた映画の題材になった。この頃、リチャード・コズウェイも既婚の女性画家、メアリー・モーザーと愛人関係になり、2人で長い旅をしている。
1784年からコズウェイ夫妻はロンドンの高級住宅街、ペル・メルの Schomberg Houseで暮らし 、邸は有名人が集まるサロンになった。1791年にロンドン、オックスフォード・ストリーのより大きな屋敷に移った。
1789年ころマリアと別居し、マリアはその後フランスで女性のための学校を運営したり、イタリアの修道会の学校を運営した。
晩年のコズウェーは精神障害に苦しみ、さまざまな施設で治療を受けた後 1821年にロンドンで亡くなった。
弟子にはアンドリュー・プリマー(Andrew Plimer: 1763–1837) がいる。

## 作品

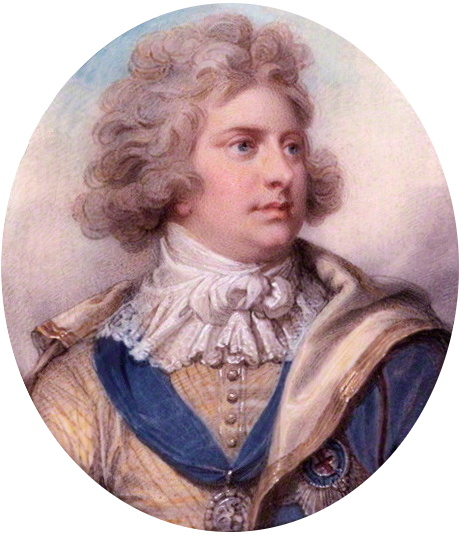
ジョージ4世(1792) ナショナル・ポートレート・ギャラリー(ロンドン)蔵
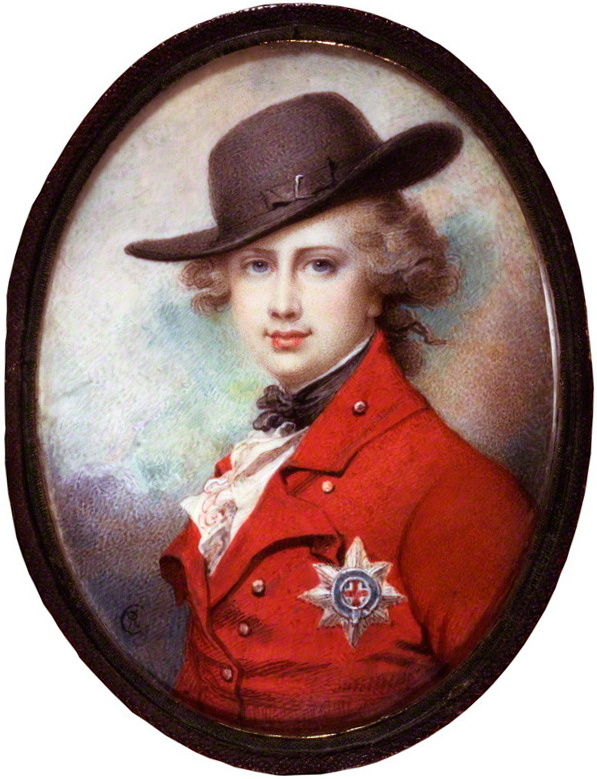
ジョージ4世(1780/1782) ナショナル・ポートレート・ギャラリー(ロンドン)蔵
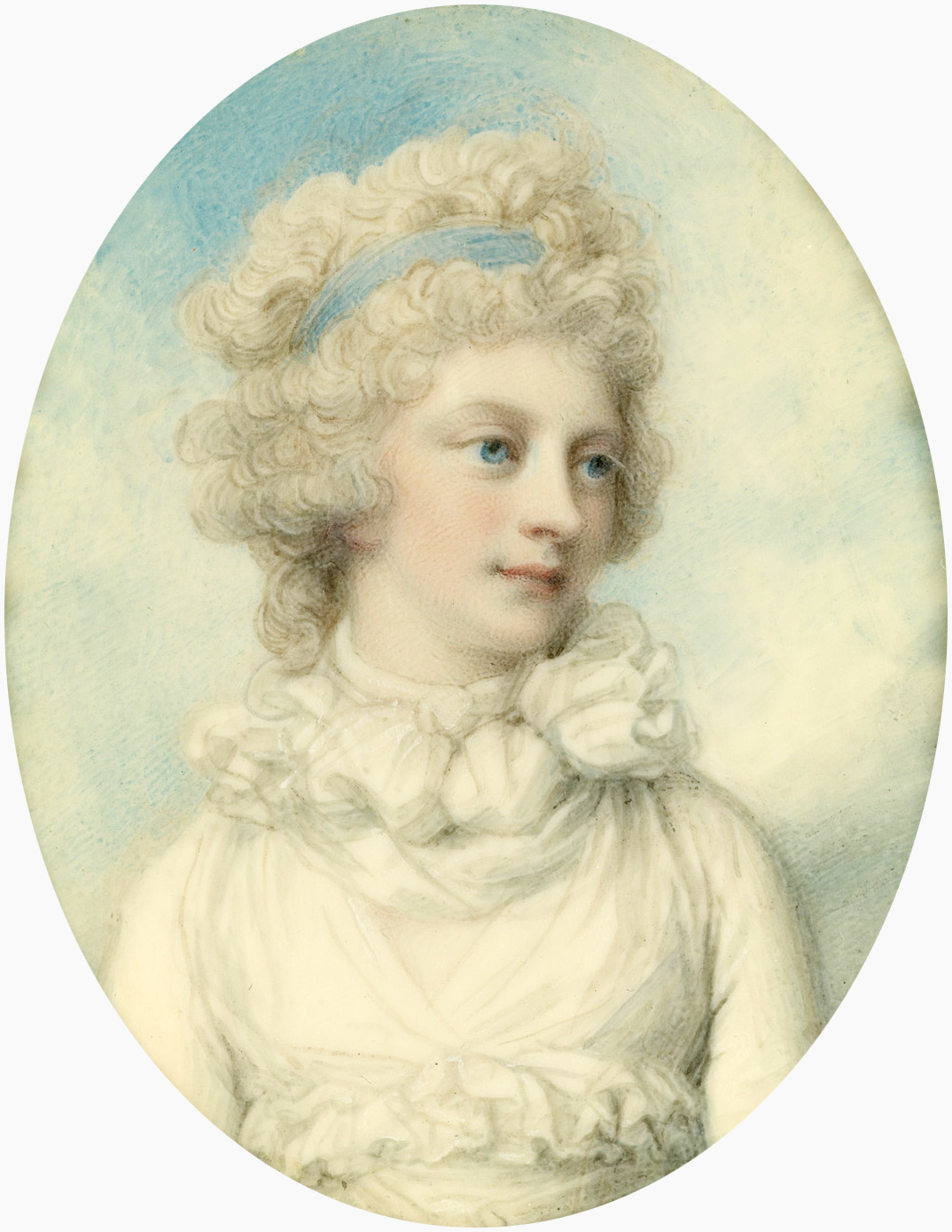
王女ソフィア (c.1792)、Royal Collection
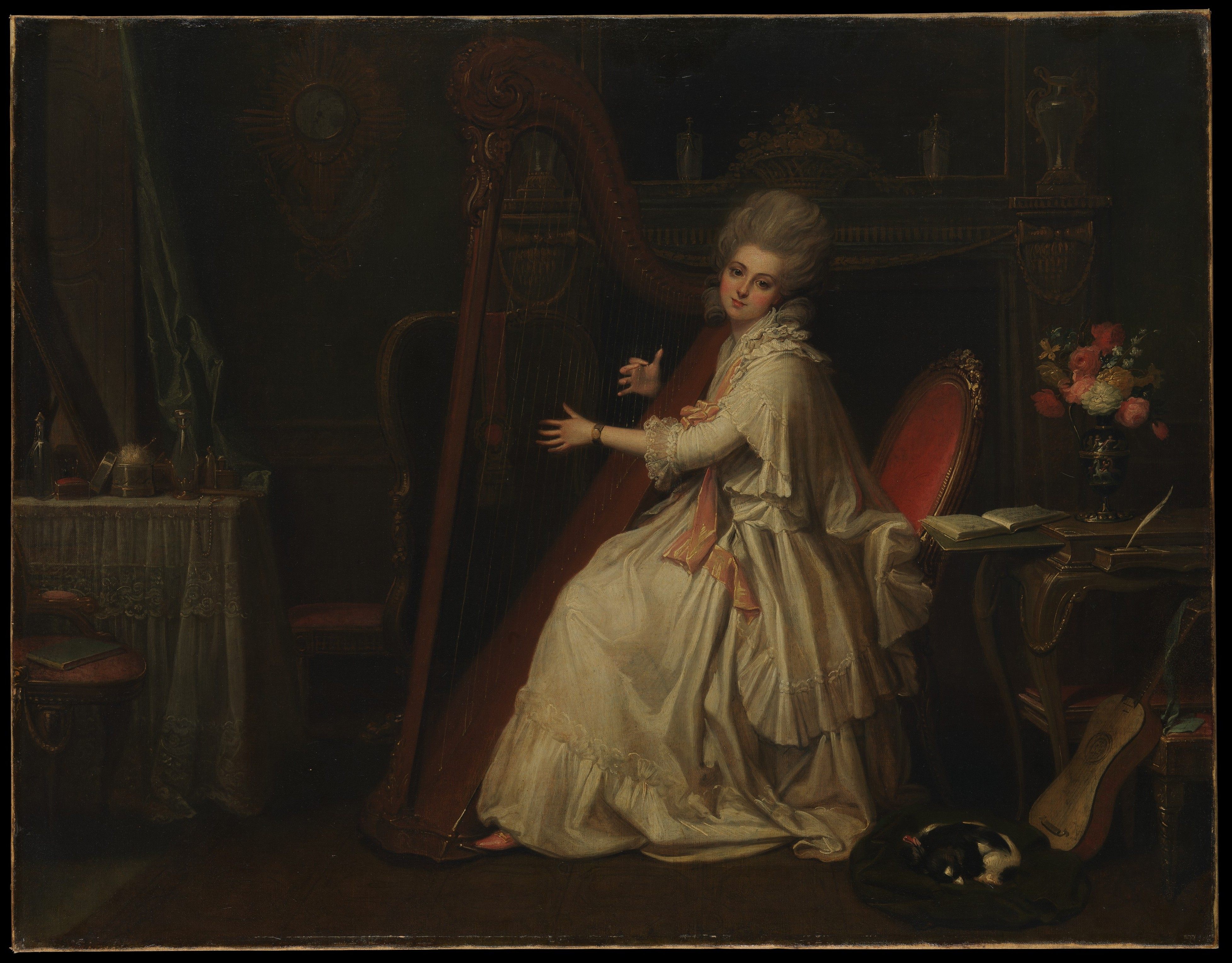
Marianne Dorothy Harland (1759–1785), Later Mrs. William Dalrymple、メトロポリタン美術館蔵

## 関連文献
- Gerald Barnett, Richard and Maria Cosway: A Biography. Tiverton, Devon, UK: Westcountry Books, 1995.
- Philippe Bordes, "Richard and Maria Cosway, Edinburgh," Burlington Magazine, vol. 137, no. 1111 (Oct. 1995), pp. 700–702. In JSTOR.
- Daphne Foskett, Miniatures: Dictionary and Guide. London: Antique Collectors' Club, 1987.
- Duncan MacMillan, "The Cosways," RSA Journal, vol. 143, no. 5464 (Nov. 1995), pp. 65–66. In JSTOR.
- "Richard Cosway, 'The Macaroni Miniature Painter,'" The Art Amateur, vol. 8, no. 2 (Jan. 1883), pg. 38. In JSTOR.
- Williamson, George Charles (1911). "Cosway, Richard" . In Chisholm, Hugh (ed.). Encyclopædia Britannica. Vol. 7 (11th ed.). Cambridge University Press. p. 248.
- Fagan, Louis Alexander (1887). "Cosway, Richard" . In Stephen, Leslie (ed.). Dictionary of National Biography. Vol. 12. London: Smith, Elder & Co.
- Lloyd, Stephen. "Cosway, Richard (bap. 1742, d. 1821)". Oxford Dictionary of National Biography (online ed.). Oxford University Press. doi:10.1093/ref:odnb/6383. (Subscription or UK public library membership required.)